# Giuseppe Atzeni
Giuseppe Atzeni (Altdorf, 8 d'abril de 1978) és un ciclista suís especialista en la pista, especialment en el mig fons.

## Palmarès en pista
- 2006
  -  Campió d'Europa de Mig Fons
- 2007
  -  Campió de Suïssa de Mig Fons
- 2009
  -  Campió d'Europa de Mig Fons
  -  Campió de Suïssa de Mig Fons
- 2010
  -  Campió d'Europa de Mig Fons
- 2012
  -  Campió de Suïssa de Mig Fons
- 2013
  -  Campió de Suïssa de Mig Fons
- 2014
  -  Campió de Suïssa de Mig Fons
- 2015
  -  Campió de Suïssa de Mig Fons
- 2017
  -  Campió de Suïssa de Mig Fons